# Markus Sittikus von Hohenems (Kardinal)

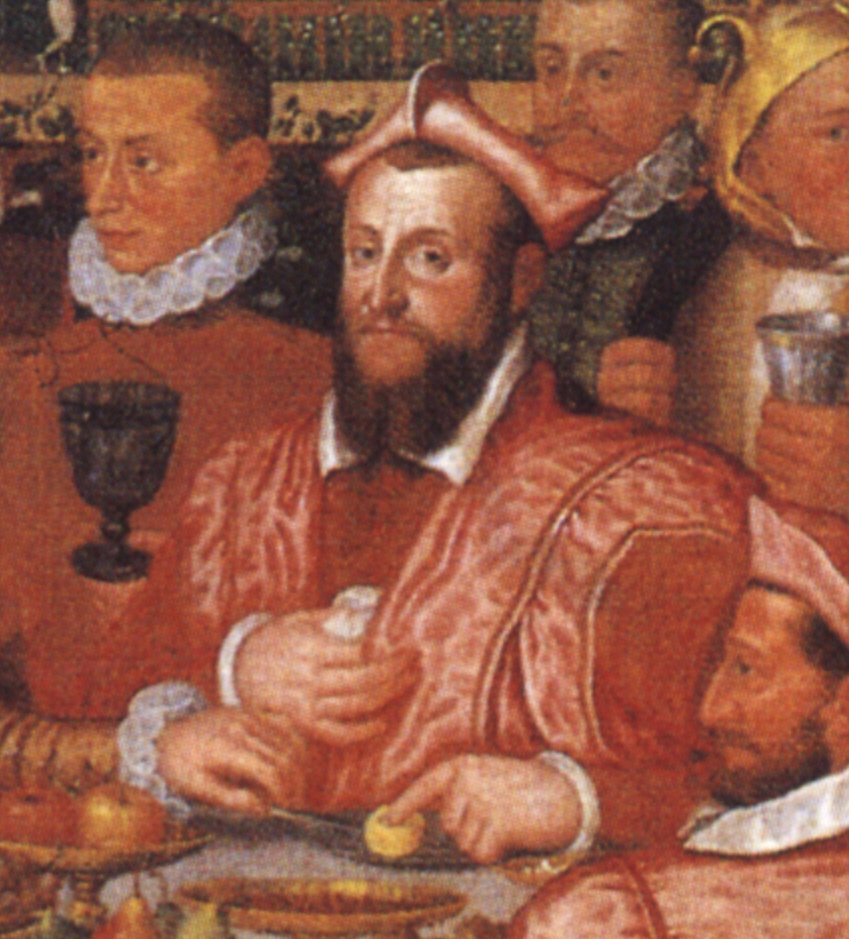
Kardinal Markus Sittikus (1578)

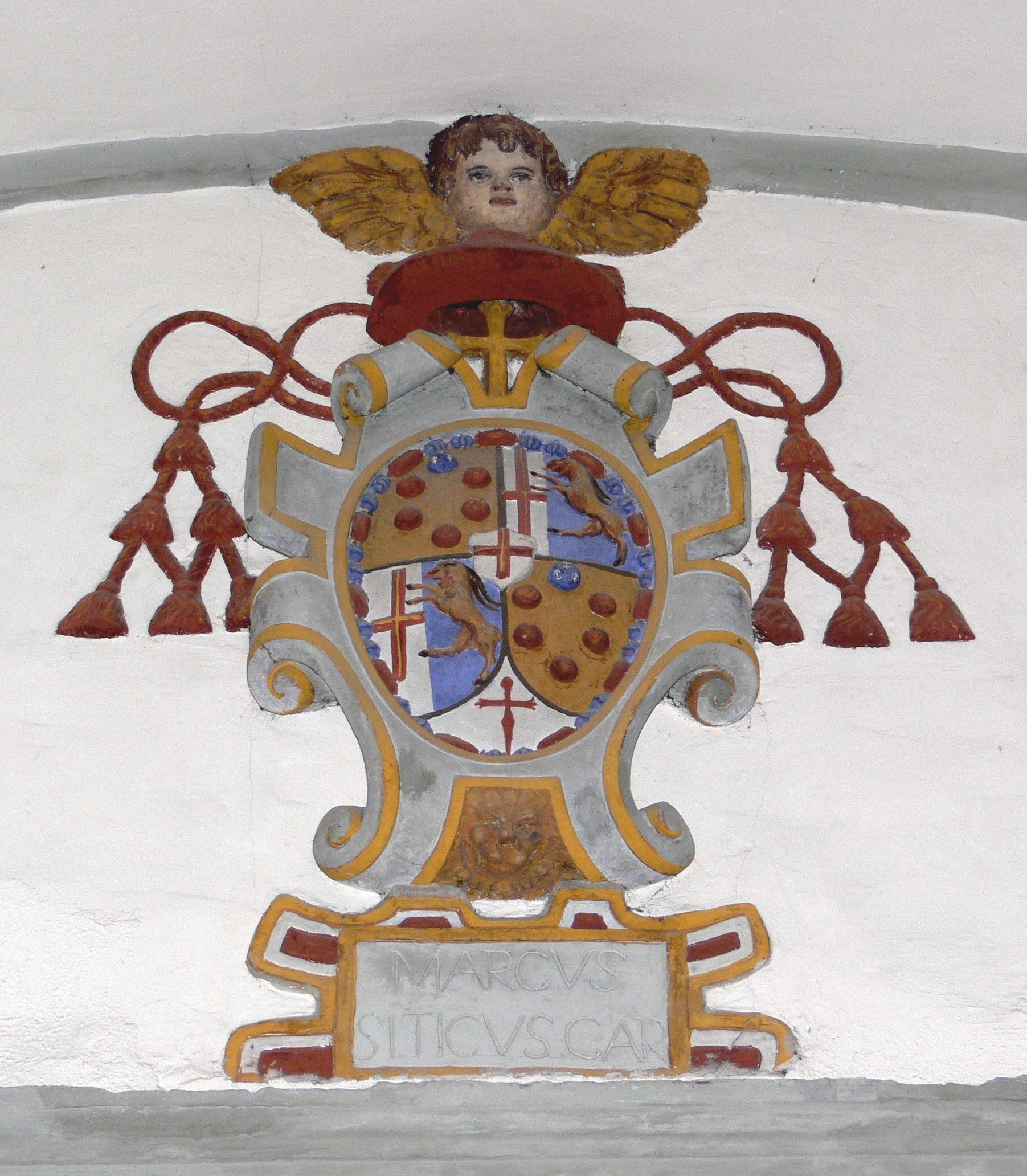
Wappen des Kardinals Markus Sittikus im Palast Hohenems in Hohenems, Vorarlberg

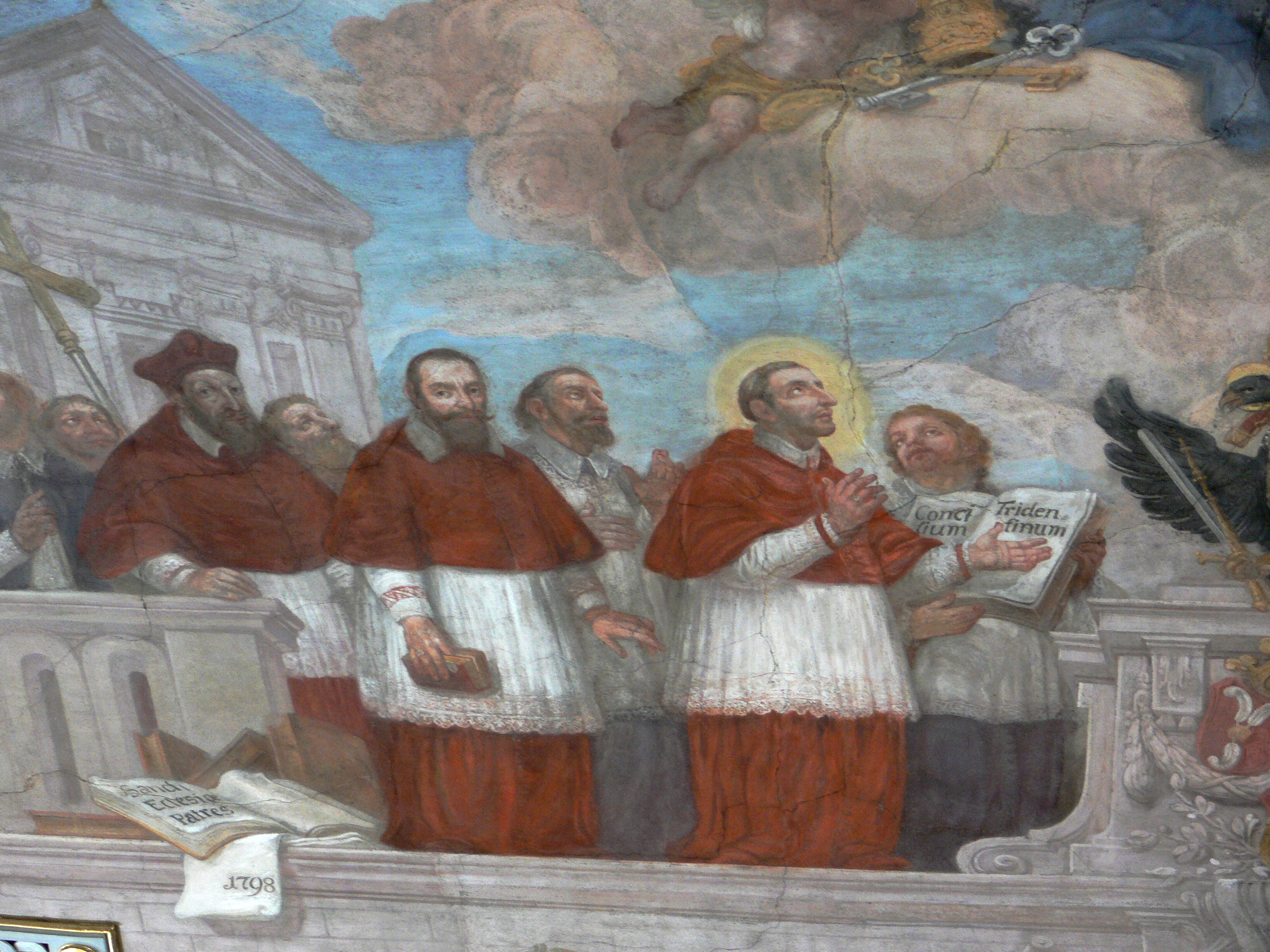
Allegorie des Konzils von Trient, Detail: Kardinal Hohenems (links) mit Erzbischof Hohenems von Salzburg (Mitte) und dem Hl. Karl Borromaeus (rechts) auf dem Tridentinum (unhistorisches Fresko von Andreas Brugger, 1798, in der Pfarrkirche zu Hohenems in Vorarlberg)

Mark Sittich von Hohenems, auch Marcus Sitticus von Hohenems, auch Markus Sittikus III., auch Marx Sittich III., auch Marco Sittico Altemps, (* 19. August 1533 in Hohenems; † 15. Februar 1595 in Rom) war von 1561 bis 1589 Bischof von Konstanz, außerdem päpstlicher Legat sowie Kardinal.

## Familie
Markus Sittikus III. war der zweite Sohn des aus dem Vorarlberger Rittergeschlecht der Herren von Ems stammenden Wolf Dietrich von Ems (1507–1538), einem Hauptmann Karls V., und der Mailänderin Chiara de'Medigino (ca. 1510–1560), Tochter von Bernardino de'Medigino und der Cecilia Serbelloni. Deren Brüder waren Gian Giacomo „Il Medeghino“ († 1555), ein Condottiere, und Giovanni Angelo, ein Kardinal. Letzterer nahm Namen und Wappen der (nicht verwandten) Florentiner Familie Medici an und wurde 1559 zum Papst Pius IV. gewählt.
Markus Sittikus' Brüder waren Gabriel sowie Jakob Hannibal von Hohenems, letzterer wurde General der Truppen Karls V. und Philipps II. Ein Cousin war Marx Sittich II. von Ems, der mit den Brüdern zugleich 1560 in den Reichsgrafenstand erhoben wurde. Weitere Cousins waren der Kardinal Karl Borromäus und Federico Borromeo, Neffen waren Wolf Dietrich von Raitenau, der später Fürsterzbischof von Salzburg wurde (1587–1612), und Markus Sittikus IV. von Hohenems (jüngster Sohn Jakob Hannibals), der ebenfalls zum Fürsterzbischof von Salzburg aufstieg (1612 bis 1619).

## Leben
Seit 1550 befand sich Markus Sittich von Hohenems in Begleitung seines Onkels Gian Giacomo Medici, Marchese von Marignano, eines der letzten gewalttätigen Condottieri der Renaissance: 1552 nahm er im Gefolge Karls V. an der Belagerung von Metz gegen Frankreich teil, 1554/55 beteiligte er sich an der Belagerung Sienas und wehrte vor der toskanische Hafenstadt Piombino einen Seeangriff der Türken ab, die von den Franzosen zur Entlastung Sienas geschickt worden waren.
Sein Onkel, Kardinal Giovanni Angelo de Medici wurde Ende 1559 zum Papst gewählt und erhielt am 6. Januar 1560 als Pius IV. die Tiara. Seine zahlreichen italienischen und deutschen Neffen stattete er umgehend mit Benefizien aus, um seine Macht am römischen Hof sicherzustellen. Die Familie Hohenems wurde am 27. April 1560 von Kaiser Ferdinand I. in den Reichsgrafenstand erhoben. Markus Sittikus erhielt am 29. Mai 1560 das Bistum Cassano (Kalabrien) als Administrator, ohne zuvor die kirchlichen Weihen empfangen zu haben. Am 2. Mai wurde er zum Statthalter der Mark Ancona befördert und anschließend als päpstlicher Legat an den kaiserlichen Hof nach Wien entsandt. Im Konsistorium vom 26. Februar 1561 erfolgte seine Kardinalserhebung und im März die Ernennung zum Kardinaldiakon der römischen Titelkirche Santi XII Apostoli, deren Kardinalpriester er 1563 wurde.
Sein Versuch, 1560 mit päpstlicher Hilfe Koadjutor des erkrankten Bischofs Christoph Metzler in Konstanz zu werden, scheiterte zunächst am Widerstand von Domkapitel, Stiftsadel und der Eidgenossenschaft. Erst nach einem zweiten Anlauf mit Hilfe Roms sowie auch durch Unterstützung von Kaiser Ferdinand I. wurde er Nachfolger Metzlers.
Obwohl Mark Sittich keinerlei theologische Ausbildung genossen hatte, wurde er zunächst päpstlicher Kammerkleriker und 1561 zum Kardinal kreiert. Als päpstlicher Legat nahm er kurzzeitig an der 3. Sitzungsperiode des Konzils von Trient teil und gewann später aufgrund seines diplomatischen Geschicks großen Einfluss auf die Papstwahlen von Pius V., Gregor XIII. und Sixtus V.

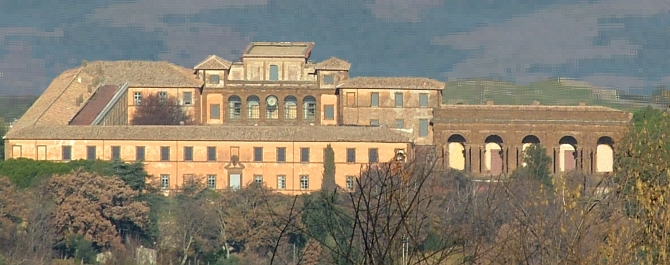
Villa Mondragone bei Frascati

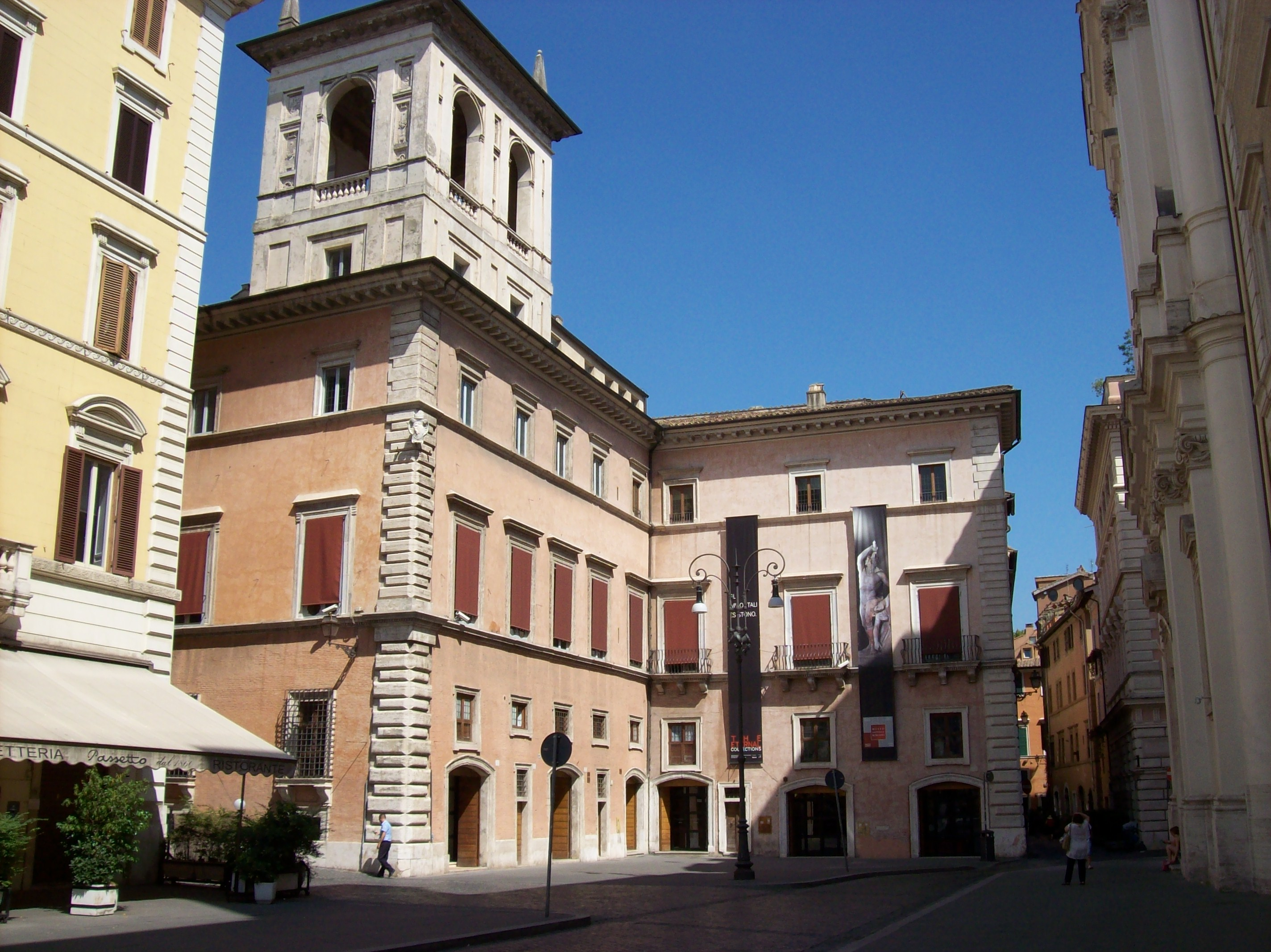
Palazzo Altemps in Rom

Mark Sittich von Hohenems kümmerte sich aufgrund seiner Aktivitäten in Rom kaum um die Angelegenheiten der Diözese Konstanz. Eine von Pius V. 1567 durchgeführte Diözesansynode konnte das Problem der in den katholischen Kantonen der Schweiz wegen ihres Lebenswandels gemaßregelten Geistlichen ebenfalls nicht regeln. Da Kardinal von Hohenems sich einer dringenden Stellvertreterlösung verweigerte, um insbesondere den Loslösungsplänen der Eidgenossen von Konstanz Einhalt zu gebieten, geriet er unter wachsenden Druck seiner Kritiker und trat 1589 schließlich als Bischof von Konstanz zurück. Sein Nachfolger wurde Kardinal Andreas von Österreich.
Nachdem er zuvor schon zahlreiche bedeutende Titelkirchen nacheinander innegehabt hatte, ernannte ihn Papst Gregor XIII. 1580 zum Kardinalpriester von Santa Maria in Trastevere.
Hohenems war auf dem Konklave von 1592 bei der Wahl von Clemens VIII. einer der wesentlichen meinungsbestimmenden Kardinäle.
Mark Sittich von Hohenems ließ in Rom den mit Bibliothek (die Buchbestände heute überführt in die Biblioteca Apostolica Vaticana) und Skulpturensammlung ausgestatteten Palazzo Altemps und bei Frascati die Villa Mondragone erbauen. Ferner erwarb er 1567 die Villa Vecchia in Monte Porzio Catone.
Einer der natürlichen Söhne des Kardinals, Roberto Altemps (ca. 1566–1586), wurde unter Sixtus V. in jungen Jahren zum Kommandeur der päpstlichen Truppen in Avignon und Herzog von Gallese ernannt. Als er jedoch Cornelia Orsini heiratete, deren Familie zu den schärfsten Feinden dieses Papstes zählte, ließ dieser ihn im Alter von nur 20 Jahren wegen angeblichen Ehebruchs enthaupten. Seine Nachfahren starben jedoch erst 1964 mit Don Alessandro Duca Altemps im Mannesstamme aus. Die Titel Duca di Altemps, Marchese (Markgraf) di Soriano, Conte (Graf) di Meduraca und Signore (Herr) di Tassignano gingen auf dessen Enkel Principe Don Alessandro Boncompagni-Ludovisi-Rondinelli-Vitelli-Altemps (* 1972) über.

## Literatur

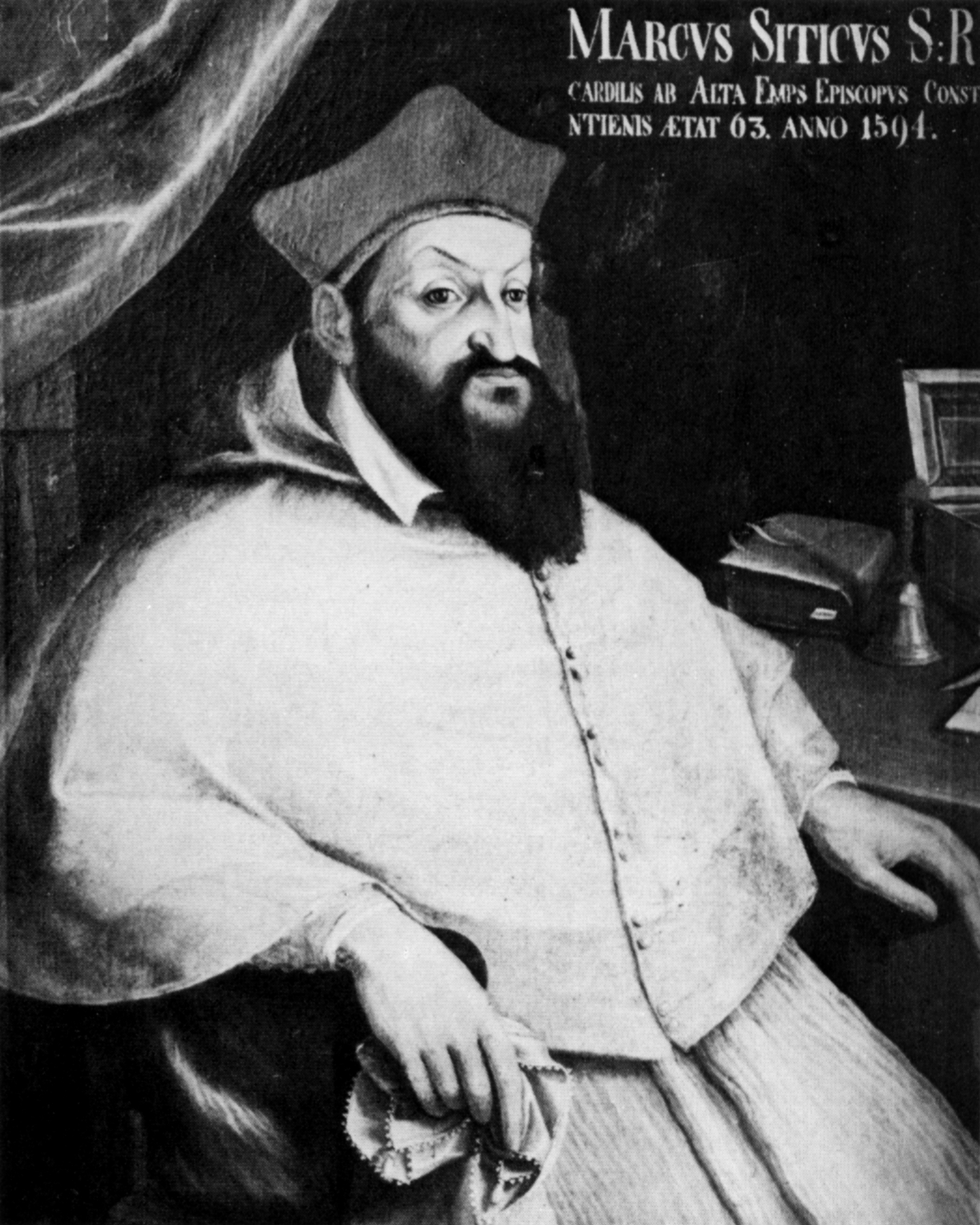
Kardinal Markus Sittikus (III.) von Hohenems (1594)